# امپراتور کومیو
امپراتور کومیو (به ژاپنی: 光明天皇، Kōmyō Tennō)؛ (۱۱ ژانویه ۱۳۲۲–۲۶ ژوئیه ۱۳۸۰) دومین امپراتور دربار شمالی بود، اگرچه او اولین کسی بود که توسط شوگون‌سالاری آشیکاگا حمایت شد. به گفته محققان پیش از دوره میجی، سلطنت وی از سال ۱۳۳۶ تا ۱۳۴۸ طول کشید. نام او قبل از رسیدن به سلطنت شاهزاده یوتاهیتو بود.